# Thibaudia carrenoi
Thibaudia carrenoi är en ljungväxtart som beskrevs av J.A. Steyermark och B. Maguire. Thibaudia carrenoi ingår i släktet Thibaudia och familjen ljungväxter. Inga underarter finns listade i Catalogue of Life.